# Llista de monuments de la Ribagorça
Llista de monuments de la Ribagorça inclosos en el registre de béns arquitectònics del patrimoni cultural aragonès per la comarca de la Ribagorça. Inclou els classificats com a Béns d'Interès Cultural i com a Béns Catalogats.
| Monument                                                             | Tipus              | Localització                        | Coordenades                                                 | Codi?                 | Imatge |
| -------------------------------------------------------------------- | ------------------ | ----------------------------------- | ----------------------------------------------------------- | --------------------- | --- |
| Castell del Governador                                               | BIC                | Areny de Noguera                    | 42° 15′ 37″ N, 0° 43′ 21″ E / 42.260227°N,0.722544°E        | 1-INM-HUE-004-035-003 | Castell del Governador (Areny de Noguera) · Carregueu una nova foto d'aquest monument                                                 |
| Torre del Mas d'Avall                                                | BIC Arq. militar   | Areny de Noguera Berganui           | 42° 15′ 25″ N, 0° 40′ 28″ E / 42.2569793°N,0.6745004653°E   | 1-INM-HUE-004-035-004 | Carregueu una nova foto d'aquest monument                                                                                             |
| Pilaret de Santa Bàrbara                                             | BIC                | Areny de Noguera                    |                                                             | 1-INM-HUE-004-035-035 | Carregueu una nova foto d'aquest monument                                                                                             |
| Pilaret de Senderes                                                  | BIC                | Areny de Noguera Soliva             |                                                             | 1-INM-HUE-004-035-076 | Carregueu una nova foto d'aquest monument                                                                                             |
| Pilaret                                                              | BIC                | Areny de Noguera Soperuny           |                                                             | 1-INM-HUE-004-035-078 | Carregueu una nova foto d'aquest monument                                                                                             |
| Casa Juste                                                           | BIC                | Benasc                              |                                                             | 1-INM-HUE-004-054-010 | Casa Juste (Benasc) · Vegeu més fotos d'aquest monument · Carregueu una nova foto d'aquest monument                                   |
| Castell                                                              | BIC                | Benasc                              |                                                             | 1-INM-HUE-004-054-013 | Carregueu una nova foto d'aquest monument                                                                                             |
| Palau fortificat dels comtes de Ribagorça, Casa Albar                | BIC Arq. militar   | Benasc                              | 42° 36′ 20″ N, 0° 31′ 23″ E / 42.605641°N,0.522958°E        | 1-INM-HUE-004-054-023 | Palau fortificat dels comtes de Ribagorça (Benasc) · Vegeu més fotos d'aquest monument · Carregueu una nova foto d'aquest monument    |
| Castell de Benavarri                                                 | BIC                | Benavarri                           | 42° 06′ 26″ N, 0° 28′ 54″ E / 42.107221°N,0.48165°E         | 1-INM-HUE-004-053-002 | Castell de Benavarri · Vegeu més fotos d'aquest monument · Carregueu una nova foto d'aquest monument                                  |
| Castell de Siscar                                                    | BIC                | Benavarri Siscar                    | 42° 04′ 36″ N, 0° 32′ 56″ E / 42.076625°N,0.548855°E        | 1-INM-HUE-004-053-003 | Carregueu una nova foto d'aquest monument                                                                                             |
| Castell de Pilzà                                                     | BIC                | Benavarri Pilzà                     | 42° 03′ 07″ N, 0° 29′ 09″ E / 42.051872°N,0.485957°E        | 1-INM-HUE-004-053-004 | Carregueu una nova foto d'aquest monument                                                                                             |
| Castell de Calladrons                                                | BIC                | Benavarri Calladrons                |                                                             | 1-INM-HUE-004-053-005 | Carregueu una nova foto d'aquest monument                                                                                             |
| Pilaret de Castilló del Pla                                          | BIC                | Benavarri Castilló del Pla          |                                                             | 1-INM-HUE-004-053-035 | Carregueu una nova foto d'aquest monument                                                                                             |
| Monestir de Santa Maria d'Ovarra                                     | BIC Arq. religiosa | Beranui Calvera                     | 42° 23′ 52″ N, 0° 35′ 50″ E / 42.397730°N,0.597279°E        | RI-51-0000642         | Monestir de Santa Maria d'Ovarra (Beranui) · Vegeu més fotos d'aquest monument · Carregueu una nova foto d'aquest monument            |
| Torre de Casa Castell                                                | BIC Arq. militar   | Beranui Calvera                     | 42° 23′ 18″ N, 0° 36′ 48″ E / 42.3884050°N,0.6134641170°E   | 1-INM-HUE-004-246-005 | Carregueu una nova foto d'aquest monument                                                                                             |
| Pilaret                                                              | BIC                | Beranui Vallabriga                  |                                                             | 1-INM-HUE-004-246-014 | Carregueu una nova foto d'aquest monument                                                                                             |
| Creu de terme                                                        | BIC                | Beranui Biasques d'Ovarra           |                                                             | 1-INM-HUE-004-246-026 | Carregueu una nova foto d'aquest monument                                                                                             |
| Pilaret de Sant Pere de Verona                                       | BIC                | Beranui Pardinella                  |                                                             | 1-INM-HUE-004-246-047 | Carregueu una nova foto d'aquest monument                                                                                             |
| Pilaret de Santa Llúcia                                              | BIC                | Bissaürri Arassant                  |                                                             | 1-INM-HUE-004-062-002 | Carregueu una nova foto d'aquest monument                                                                                             |
| Pilaret de Casa Conte                                                | BIC                | Bissaürri                           |                                                             | 1-INM-HUE-004-062-012 | Carregueu una nova foto d'aquest monument                                                                                             |
| Pilaret de Sant Roc                                                  | BIC                | Bissaürri Sant Feliu de Verí        |                                                             | 1-INM-HUE-004-062-028 | Carregueu una nova foto d'aquest monument                                                                                             |
| Pilaret de Sant Josep                                                | BIC                | Bissaürri Sant Feliu de Verí        |                                                             | 1-INM-HUE-004-062-029 | Carregueu una nova foto d'aquest monument                                                                                             |
| Casa Navarri                                                         | BIC Arq. militar   | Bonansa                             | 42° 25′ 38″ N, 0° 40′ 02″ E / 42.42736033°N,0.66710829°E    | 1-INM-HUE-004-067-014 | Casa Navarri (Bonansa) · Vegeu més fotos d'aquest monument · Carregueu una nova foto d'aquest monument                                |
| Creu de terme                                                        | BIC                | Campo (municipi de la Ribagorça)    |                                                             | 1-INM-HUE-004-074-011 | Carregueu una nova foto d'aquest monument                                                                                             |
| Castell                                                              | BIC                | Capella Llaguarres                  |                                                             | 1-INM-HUE-004-080-002 | Castell (Capella) · Carregueu una nova foto d'aquest monument                                                                         |
| Pont romànic                                                         | BIC Obra pública   | Capella Al sud del nucli urbà       | 42° 11′ 41″ N, 0° 23′ 54″ E / 42.194781°N,0.398345°E        | RI-51-0010631         | Pont romànic (Capella) · Vegeu més fotos d'aquest monument · Carregueu una nova foto d'aquest monument                                |
| Creu de terme                                                        | BIC                | Castilló de Sos                     |                                                             | 1-INM-HUE-004-084-019 | Carregueu una nova foto d'aquest monument                                                                                             |
| Castell dels Comtes de Ribagorça                                     | BIC Arq. militar   | Estopanyà Part alta del poble       | 41° 59′ 47″ N, 0° 32′ 35″ E / 41.996474°N,0.543137°E        | 1-INM-HUE-004-105-002 | Carregueu una nova foto d'aquest monument                                                                                             |
| Castell dels Comtes de Ribagorça a Casserres                         | BIC                | Estopanyà Casserres del Castell     |                                                             | 1-INM-HUE-004-105-003 | Carregueu una nova foto d'aquest monument                                                                                             |
| Creu del cementiri                                                   | BIC                | La Foradada del Toscar              |                                                             | 1-INM-HUE-004-111-038 | Carregueu una nova foto d'aquest monument                                                                                             |
| Creu de terme                                                        | BIC                | La Foradada del Toscar Senç         |                                                             | 1-INM-HUE-004-111-048 | Carregueu una nova foto d'aquest monument                                                                                             |
| Castell de Fontova i església de Santa Cecília                       | BIC Arq. militar   | Graus La Pobla de Fontova           | 42° 16′ 34″ N, 0° 26′ 25″ E / 42.27605240°N,0.44037580°E    | 1-INM-HUE-004-117-001 | Castell de Fontova (Graus) · Vegeu més fotos d'aquest monument · Carregueu una nova foto d'aquest monument                            |
| Creu de terme a Torrelabat                                           | BIC                | Graus Torrelabat                    |                                                             | 1-INM-HUE-004-117-011 | Carregueu una nova foto d'aquest monument                                                                                             |
| Castell de Pano                                                      | BIC Arq. militar   | Graus Pano                          | 42° 15′ 06″ N, 0° 17′ 21″ E / 42.251711°N,0.289228°E        | 1-INM-HUE-004-117-020 | Castell de Pano (Graus) · Vegeu més fotos d'aquest monument · Carregueu una nova foto d'aquest monument                               |
| Ermita de Sant Antoni, o Església del monestir de Sant Joan Baptista | BIC Arq. religiosa | Graus Pano                          | 42° 15′ 29″ N, 0° 17′ 04″ E / 42.258164°N,0.284386°E        | RI-51-0004986         | Ermita de Sant Antoni (Graus) · Vegeu més fotos d'aquest monument · Carregueu una nova foto d'aquest monument                         |
| Torre de Casa Pariz                                                  | BIC Arq. militar   | Graus La Pobla de Fontova           | 42° 15′ 32″ N, 0° 23′ 49″ E / 42.25898359°N,0.3970742°E     | 1-INM-HUE-004-117-057 | Carregueu una nova foto d'aquest monument                                                                                             |
| Castell de la Penya                                                  | BIC Conj. històric | Graus                               | 42° 11′ 16″ N, 0° 20′ 02″ E / 42.18784384°N,0.33396720°E    | RI-53-0000198         | Castell de la Penya (Graus) · Vegeu més fotos d'aquest monument · Carregueu una nova foto d'aquest monument                           |
| Casa Tobeña                                                          | BIC Arq. domèstica | Graus Bellestar                     | 42° 15′ 36″ N, 0° 26′ 24″ E / 42.26003067°N,0.43994665145°E | 1-INM-HUE-004-117-065 | Carregueu una nova foto d'aquest monument                                                                                             |
| Torre de Casa Girón                                                  | BIC Arq. militar   | Graus La Pobla de Fontova           | 42° 15′ 33″ N, 0° 23′ 50″ E / 42.2590391°N,0.39719223°E     | 1-INM-HUE-004-117-067 | Torre de Casa Girón (Graus) · Carregueu una nova foto d'aquest monument                                                               |
| Pilaret de Sant Antoni de Pàdua                                      | BIC                | Graus Aguilaniu                     |                                                             | 1-INM-HUE-004-117-080 | Carregueu una nova foto d'aquest monument                                                                                             |
| Creu de terme de Càncer                                              | BIC                | Graus Càncer                        |                                                             | 1-INM-HUE-004-117-101 | Carregueu una nova foto d'aquest monument                                                                                             |
| Creu dels Sant Joan i Pau                                            | BIC                | Graus Eixep                         |                                                             | 1-INM-HUE-004-117-111 | Carregueu una nova foto d'aquest monument                                                                                             |
| Creu del cementiri d'Erdau                                           | BIC                | Graus Erdau                         |                                                             | 1-INM-HUE-004-117-122 | Carregueu una nova foto d'aquest monument                                                                                             |
| Pilaret 1 de Casa Castell                                            | BIC                | Graus Güel                          |                                                             | 1-INM-HUE-004-117-174 | Carregueu una nova foto d'aquest monument                                                                                             |
| Pilaret 2 de Casa Castell                                            | BIC                | Graus Güel                          |                                                             | 1-INM-HUE-004-117-175 | Carregueu una nova foto d'aquest monument                                                                                             |
| Pilaret de Sant Antoni Abat                                          | BIC                | Graus Güel                          |                                                             | 1-INM-HUE-004-117-176 | Carregueu una nova foto d'aquest monument                                                                                             |
| Pilaret de Casa Trespueyo                                            | BIC                | Graus Güel                          |                                                             | 1-INM-HUE-004-117-177 | Carregueu una nova foto d'aquest monument                                                                                             |
| Creu de terme de Pano                                                | BIC                | Graus Pano                          |                                                             | 1-INM-HUE-004-117-223 | Carregueu una nova foto d'aquest monument                                                                                             |
| Pilaret de Portaespana                                               | BIC                | Graus Portaespana                   |                                                             | 1-INM-HUE-004-117-226 | Carregueu una nova foto d'aquest monument                                                                                             |
| Creu de terme del Pueio                                              | BIC                | Graus El Pueio de Marguillén        |                                                             | 1-INM-HUE-004-117-227 | Carregueu una nova foto d'aquest monument                                                                                             |
| Creu de cruïlla de la Torre d'Éssera                                 | BIC                | Graus La Torre d'Éssera             |                                                             | 1-INM-HUE-004-117-234 | Carregueu una nova foto d'aquest monument                                                                                             |
| Creu de terme de la Torre d'Éssera                                   | BIC                | Graus La Torre d'Éssera             |                                                             | 1-INM-HUE-004-117-235 | Carregueu una nova foto d'aquest monument                                                                                             |
| Creu de terme de la Torre d'Obato                                    | BIC                | Graus La Torre d'Obato              |                                                             | 1-INM-HUE-004-117-241 | Carregueu una nova foto d'aquest monument                                                                                             |
| Creu de terme de Torrelabat                                          | BIC                | Graus Torrelabat                    |                                                             | 1-INM-HUE-004-117-245 | Carregueu una nova foto d'aquest monument                                                                                             |
| Pilaret de Sant Pere                                                 | BIC                | Graus Torrelabat                    |                                                             | 1-INM-HUE-004-117-246 | Carregueu una nova foto d'aquest monument                                                                                             |
| Pilaret de Sant Sebastià                                             | BIC                | Graus Torres del Bisbe              |                                                             | 1-INM-HUE-004-117-252 | Carregueu una nova foto d'aquest monument                                                                                             |
| Pilaret de la Sagrada Família i l'Esperit Sant                       | BIC                | Graus Torres del Bisbe              |                                                             | 1-INM-HUE-004-117-253 | Carregueu una nova foto d'aquest monument                                                                                             |
| Pilaret de Sant Anton                                                | BIC                | Graus Torres del Bisbe              |                                                             | 1-INM-HUE-004-117-254 | Carregueu una nova foto d'aquest monument                                                                                             |
| Casa Heredia                                                         | BC                 | Graus Pl. Major                     | 42° 11′ 25″ N, 0° 20′ 12″ E / 42.1902366°N,0.336595773°E    | 1-INM-HUE-004-117-056 | Casa Heredia (Graus) · Vegeu més fotos d'aquest monument · Carregueu una nova foto d'aquest monument                                  |
| Casa Baró, o Casa Pentineta                                          | BC                 | Graus Pl. Major                     | 42° 11′ 25″ N, 0° 20′ 12″ E / 42.19040353°N,0.33668160°E    | 1-INM-HUE-004-117-058 | Casa Baró (Graus) · Vegeu més fotos d'aquest monument · Carregueu una nova foto d'aquest monument                                     |
| Església de l'Assumpció                                              | BC                 | Graus Fontova                       | 42° 15′ 33″ N, 0° 23′ 57″ E / 42.2590471°N,0.399101972°E    | 1-INM-HUE-004-117-037 | Església de l'Assumpció (Graus) · Vegeu més fotos d'aquest monument · Carregueu una nova foto d'aquest monument                       |
| La Llecina                                                           | BIC Arq. militar   | Isàvena Mont de Roda                | 42° 14′ 23″ N, 0° 31′ 13″ E / 42.23964539°N,0.52015542°E    | 1-INM-HUE-004-129-005 | Carregueu una nova foto d'aquest monument                                                                                             |
| Palau fortificat del Prior                                           | BIC Arq. militar   | Isàvena Roda d'Isàvena              | 42° 17′ 31″ N, 0° 31′ 42″ E / 42.292025°N,0.52832°E         | 1-INM-HUE-004-129-006 | Palau fortificat del Prior (Isàvena) · Vegeu més fotos d'aquest monument · Carregueu una nova foto d'aquest monument                  |
| Casa Turmo                                                           | BIC Arq. militar   | Isàvena Merli                       | 42° 20′ 31″ N, 0° 29′ 06″ E / 42.3419949°N,0.4849863°E      | 1-INM-HUE-004-129-008 | Carregueu una nova foto d'aquest monument                                                                                             |
| Casa Coma                                                            | BIC Arq. militar   | Isàvena Merli                       | 42° 20′ 31″ N, 0° 29′ 05″ E / 42.3419632°N,0.484857559°E    | 1-INM-HUE-004-129-009 | Carregueu una nova foto d'aquest monument                                                                                             |
| Muralla                                                              | BIC Arq. militar   | Isàvena Roda d'Isàvena              | 42° 17′ 31″ N, 0° 31′ 45″ E / 42.291882°N,0.529189°E        | 1-INM-HUE-004-129-010 | Muralla (Isàvena) · Vegeu més fotos d'aquest monument · Carregueu una nova foto d'aquest monument                                     |
| Pilaret de Sant Llúcia                                               | BIC                | Isàvena Esdolomada                  |                                                             | 1-INM-HUE-004-129-019 | Carregueu una nova foto d'aquest monument                                                                                             |
| Creu de terme d'Esdolamada                                           | BIC                | Isàvena Esdolomada                  |                                                             | 1-INM-HUE-004-129-021 | Carregueu una nova foto d'aquest monument                                                                                             |
| Creu de terme de la Pobla de Roda                                    | BIC                | Isàvena La Pobla de Roda            |                                                             | 1-INM-HUE-004-129-031 | Carregueu una nova foto d'aquest monument                                                                                             |
| Pilaret de Sant Antoni                                               | BIC                | Isàvena La Pobla de Roda            |                                                             | 1-INM-HUE-004-129-032 | Carregueu una nova foto d'aquest monument                                                                                             |
| Creu de terme de Merli                                               | BIC                | Isàvena Merli                       |                                                             | 1-INM-HUE-004-129-043 | Carregueu una nova foto d'aquest monument                                                                                             |
| Base de creu                                                         | BIC                | Isàvena Merli                       |                                                             | 1-INM-HUE-004-129-045 | Carregueu una nova foto d'aquest monument                                                                                             |
| Pilaret de Mont de Roda                                              | BIC                | Isàvena Mont de Roda                |                                                             | 1-INM-HUE-004-129-054 | Carregueu una nova foto d'aquest monument                                                                                             |
| Pilaret de Sant Antoni                                               | BIC                | Isàvena Roda d'Isàvena              |                                                             | 1-INM-HUE-004-129-069 | Carregueu una nova foto d'aquest monument                                                                                             |
| Pilaret de Sant Joan Baptista                                        | BIC                | Isàvena Roda d'Isàvena              |                                                             | 1-INM-HUE-004-129-070 | Carregueu una nova foto d'aquest monument                                                                                             |
| Creu de Roda d'Isàvena                                               | BIC                | Isàvena Roda d'Isàvena              |                                                             | 1-INM-HUE-004-129-073 | Carregueu una nova foto d'aquest monument                                                                                             |
| Pilaret de Sant Cristòfol                                            | BIC                | Isàvena Serradui                    |                                                             | 1-INM-HUE-004-129-106 | Carregueu una nova foto d'aquest monument                                                                                             |
| Creu de Serradui                                                     | BIC                | Isàvena Serradui                    |                                                             | 1-INM-HUE-004-129-107 | Carregueu una nova foto d'aquest monument                                                                                             |
| Església de Sant Vicenç Màrtir, ex-Catedral                          | BIC Arq. religiosa | Isàvena Roda d'Isàvena              | 42° 17′ 29″ N, 0° 31′ 43″ E / 42.291413°N,0.528539°E        | RI-51-0000263         | Església de Sant Vicenç Màrtir (Isàvena) · Vegeu més fotos d'aquest monument · Carregueu una nova foto d'aquest monument              |
| Castell de la Millera                                                | BIC                | Lasquarri                           |                                                             | 1-INM-HUE-004-142-002 | Carregueu una nova foto d'aquest monument                                                                                             |
| Castell, o Torre dels Moros                                          | BIC Arq. militar   | Lasquarri                           | 42° 12′ 59″ N, 0° 30′ 41″ E / 42.21640789°N,0.5114758°E     | 1-INM-HUE-004-142-003 | Carregueu una nova foto d'aquest monument                                                                                             |
| Castell                                                              | BIC                | Monesma i Queixigar                 | 42° 12′ 59″ N, 0° 37′ 26″ E / 42.21647°N,0.62395°E          | 1-INM-HUE-004-155-001 | Carregueu una nova foto d'aquest monument                                                                                             |
| Castell palau                                                        | BIC                | Montanui Casterner de Noals         |                                                             | 1-INM-HUE-004-157-003 | Carregueu una nova foto d'aquest monument                                                                                             |
| Torre de casa Livernal                                               | BIC Arq. domèstica | Montanui Noals                      | 42° 27′ 36″ N, 0° 39′ 42″ E / 42.46010604°N,0.66154003°E    | 1-INM-HUE-004-157-005 | Carregueu una nova foto d'aquest monument                                                                                             |
| Pilaret de Benifonts                                                 | BIC                | Montanui Benifonts                  |                                                             | 1-INM-HUE-004-157-018 | Carregueu una nova foto d'aquest monument                                                                                             |
| Pilaret de Bono                                                      | BIC                | Montanui Bono                       |                                                             | 1-INM-HUE-004-157-022 | Carregueu una nova foto d'aquest monument                                                                                             |
| Pilaret de Sant Pere Màrtir                                          | BIC                | Montanui Castanesa                  |                                                             | 1-INM-HUE-004-157-036 | Carregueu una nova foto d'aquest monument                                                                                             |
| Pilaret de Sant Antoni                                               | BIC                | Montanui Castanesa                  |                                                             | 1-INM-HUE-004-157-037 | Carregueu una nova foto d'aquest monument                                                                                             |
| Pilaret d'Herbera                                                    | BIC                | Montanui Herbera                    |                                                             | 1-INM-HUE-004-157-045 | Carregueu una nova foto d'aquest monument                                                                                             |
| Pilaret d'Estet                                                      | BIC                | Montanui Estet                      |                                                             | 1-INM-HUE-004-157-052 | Carregueu una nova foto d'aquest monument                                                                                             |
| Pilaret de Noals                                                     | BIC                | Montanui Estet                      |                                                             | 1-INM-HUE-004-157-083 | Carregueu una nova foto d'aquest monument                                                                                             |
| Castell d'Estrada                                                    | BIC                | Montanui Aneto                      |                                                             | 1-INM-HUE-004-157-095 | Carregueu una nova foto d'aquest monument                                                                                             |
| Casa Español                                                         | BIC Arq. domèstica | Les Paüls Alins d'Isàvena           | 42° 26′ 04″ N, 0° 37′ 42″ E / 42.434478859°N,0.628355741°E  | 1-INM-HUE-004-143-003 | Carregueu una nova foto d'aquest monument                                                                                             |
| Torre de Rins, o Casa de Rins                                        | BIC Arq. militar   | Les Paüls Al nord del coll de Fades | 42° 29′ 30″ N, 0° 34′ 10″ E / 42.49171759°N,0.569400787°E   | 1-INM-HUE-004-143-004 | Carregueu una nova foto d'aquest monument                                                                                             |
| Creu de terme                                                        | BIC                | Perarrua                            |                                                             | 1-INM-HUE-004-177-049 | Carregueu una nova foto d'aquest monument                                                                                             |
| Castell de Perarrua                                                  | BIC Arq. militar   | Perarrua                            | 42° 16′ 22″ N, 0° 20′ 47″ E / 42.272718°N,0.346434116°E     | 1-INM-HUE-004-177-006 | Carregueu una nova foto d'aquest monument                                                                                             |
| Castell de Castre                                                    | BIC                | La Pobla del Castre                 |                                                             | 1-INM-HUE-004-187-002 | Carregueu una nova foto d'aquest monument                                                                                             |
| Pilaret de Sant Gregori                                              | BIC                | La Pobla del Castre                 |                                                             | 1-INM-HUE-004-187-010 | Carregueu una nova foto d'aquest monument                                                                                             |
| Església de Sant Romà de Castre                                      | BIC Arq. religiosa | La Pobla del Castre                 | 42° 07′ 31″ N, 0° 18′ 05″ E / 42.125299°N,0.301367°E        | RI-51-0001158         | Església de Sant Romà de Castre (la Pobla del Castre) · Vegeu més fotos d'aquest monument · Carregueu una nova foto d'aquest monument |
| Recinte fortificat                                                   | BIC                | El Pont de Montanyana Montanyana    | 42° 09′ 45″ N, 0° 40′ 38″ E / 42.16241°N,0.67719°E          | 1-INM-HUE-004-188-004 | Recinte fortificat (el Pont de Montanyana) · Vegeu més fotos d'aquest monument · Carregueu una nova foto d'aquest monument            |
| Creu de terme 1                                                      | BIC                | Santa Llestra i Sant Quilis         |                                                             | 1-INM-HUE-004-212-017 | Carregueu una nova foto d'aquest monument                                                                                             |
| Creu de terme 2                                                      | BIC                | Santa Llestra i Sant Quilis         |                                                             | 1-INM-HUE-004-212-018 | Carregueu una nova foto d'aquest monument                                                                                             |
| Torre de Torreciudad                                                 | BIC Arq. militar   | Secastella                          | 42° 10′ 07″ N, 0° 13′ 58″ E / 42.168738°N,0.232677°E        | 1-INM-HUE-004-214-001 | Torre de Torreciudad (Secastella) · Carregueu una nova foto d'aquest monument                                                         |
| Castell de Munyones                                                  | BIC                | Secastella                          | 42° 12′ 11″ N, 0° 16′ 22″ E / 42.20298623°N,0.27266761°E    | 1-INM-HUE-004-214-002 | Carregueu una nova foto d'aquest monument                                                                                             |
| Pilaret de Sant Orenç                                                | BIC                | Sopeira Sant Orenç                  |                                                             | 1-INM-HUE-004-223-013 | Carregueu una nova foto d'aquest monument                                                                                             |
| Monestir de Nostra Senyora de la O d'Alaó                            | BIC Arq. religiosa | Sopeira                             | 42° 19′ 05″ N, 0° 44′ 59″ E / 42.318066°N,0.749859°E        | RI-51-0000629         | Monestir de Nostra Senyora de la O d'Alaó (Sopeira) · Vegeu més fotos d'aquest monument · Carregueu una nova foto d'aquest monument   |
| Castell de Lluçars                                                   | BIC Arq. militar   | Tolba Luçars                        | 42° 09′ 22″ N, 0° 34′ 35″ E / 42.156212°N,0.576361°E        | 1-INM-HUE-004-229-001 | Castell de Lluçars (Tolba) · Vegeu més fotos d'aquest monument · Carregueu una nova foto d'aquest monument                            |
| Castell de Fals                                                      | BIC Arq. militar   | Tolba                               | 42° 06′ 00″ N, 0° 33′ 37″ E / 42.09999657°N,0.56032419°E    | 1-INM-HUE-004-229-004 | Castell de Fals (Tolba) · Carregueu una nova foto d'aquest monument                                                                   |
| Església de Sant Cristòfor                                           | BIC Arq. religiosa | Tolba Luçars                        | 42° 09′ 22″ N, 0° 34′ 38″ E / 42.156231°N,0.577280°E        | RI-51-0004418         | Església de Sant Cristòfor (Tolba) · Vegeu més fotos d'aquest monument · Carregueu una nova foto d'aquest monument                    |
| Pilaret de Sant Pere                                                 | BIC                | Tor-la-ribera Visalibons            |                                                             | 1-INM-HUE-004-233-032 | Carregueu una nova foto d'aquest monument                                                                                             |
| Castell-ermita de Sant Vicenç                                        | BIC                | Viacamp i Lliterà Finestres         |                                                             | 1-INM-HUE-004-247-001 | Castell-ermita de Sant Vicenç (Viacamp i Lliterà) · Vegeu més fotos d'aquest monument · Carregueu una nova foto d'aquest monument     |
| Torre dels Moros o de Montgai, o Castell de Girbeta                  | BIC Arq. militar   | Viacamp i Lliterà Girbeta           | 42° 06′ 03″ N, 0° 41′ 18″ E / 42.100833°N,0.688342°E        | 1-INM-HUE-004-247-002 | Torre dels Moros (Viacamp i Lliterà) · Vegeu més fotos d'aquest monument · Carregueu una nova foto d'aquest monument                  |
| Castell de Viacamp                                                   | BIC Arq. militar   | Viacamp i Lliterà Viacamp           | 42° 07′ 45″ N, 0° 36′ 53″ E / 42.12914°N,0.614740°E         | 1-INM-HUE-004-247-003 | Castell de Viacamp (Viacamp i Lliterà) · Vegeu més fotos d'aquest monument · Carregueu una nova foto d'aquest monument                |
| Pilaret de Fet                                                       | BIC                | Viacamp i Lliterà Fet               |                                                             | 1-INM-HUE-004-247-019 | Carregueu una nova foto d'aquest monument                                                                                             |